# Duvensee-Gruppe
Als Duvensee-Gruppe wird eine Kultur des Mesolithikums bezeichnet, die von etwa 7000 bis 6000 v. Chr. (eventuell auch 5800 v. Chr.) andauerte. Benannt wurde sie 1925 durch den Hamburger Prähistoriker Gustav Schwantes nach dem Fundort Duvenseer Moor bei Duvensee im Kreis Herzogtum Lauenburg in Schleswig-Holstein. Verbreitet war die Gruppe in Schleswig-Holstein, Mecklenburg-Vorpommern und Teilen Brandenburgs.
Aus dieser Kultur stammen die ältesten bisher in Deutschland gefundenen Bögen (Friesack (Landkreis Havelland, Brandenburg)). Weiter fanden sich knöcherne Speerspitzen in Hohen Viecheln (Landkreis Nordwestmecklenburg) in Mecklenburg-Vorpommern und in Friesack. An jedem der beiden Fundorte wurden etwa 800 derartige Speerspitzen geborgen.
Den ältesten erhaltenen Vogelpfeil mit verdicktem, spitz zulaufendem Kopfende fand man bei Tribsees (Landkreis Vorpommern-Rügen) in Vorpommern. Auch bis zu 15 cm lange Angelhaken aus Röhrenknochen von großen Säugetieren und Hirschgeweih fanden sich, sowie auch Fischreusen aus langen, geflochtenen Gerten und Netzfragmente. In einem 1846 gefundenen und der Duvensee-Gruppe zugeordneten Grab nahe Plau am See wurde als Grabbeigabe eine Hirschgeweihaxt geborgen.